# Щось не так з Кевіном
«Щось не так з Кевіном» (англ. We Need to Talk About Kevin) — британсько-американський психологічний трилер-драма 2011 року режисерки Лінн Ремсі. Сценарій до стрічки був написаний Лінн Ремсі та Рорі Стюартом Кіннером, заснований на романі «Нам потрібно поговорити про Кевіна» Лайонели Шрайвер, що був опублікований 2003 року. Процес роботи над фільмом був дуже тривалий, розробка та фінансування розпочались 2005 року, а сам процес знімань почався лише у квітні 2010 року.
Прем'єра фільму відбулася на Каннському кінофестивалі 12 травня 2011 року та 21 жовтня 2011 року стрічка потрапила на екрани кінотеатрів Великої Британії.
Тільда Свінтон, виконавиця головної ролі у стрічці, була номінована на премію «Золотий глобус», премію Гільдії кіноакторів та BAFTA за найкращу головну жіночу роль. Фільм отримав загалом позитивні відгуки як від критиків, так і від глядачів.

## Сюжет
Колись успішна письменниця у жанрі дорожніх нарисів Єва Хачадурян, наразі намагається жити нормальним життям після страшної трагедії у якій винний її 16-річний син Кевін. Єва працює в невеликому туристичному агентстві, що розташоване недалеко від в'язниці, де сидить її син.Приходячи додому вона постійно намагається згадати та вловити той момент у своєму житті, коли вона упустила період дорослішання власної дитини, у який все пішло шкереберть та призвело до кривавої трагедії.
Кевін з самого початку свого життя був не такий, як інші діти. Бувши немовлям, він без зупину плакав, а трирічним майже не говорив та не слухався матері. З батьком Френкліном Кевін був найспокійнішою та усміхненою дитиною. Будь-які спроби Єви обговорити поведінку хлопчика з чоловіком ні до чого не призвели, оскільки батько завжди знаходив виправдання вчинкам сина. Через декілька років у подружжя народжується донька Селія. Вона зростає і розвивається як нормальна дитина її віку, що різко контрастує з поведінкою та психологічним розвитком Кевіна. Кевін проявляє ворожість та ревнощі щодо молодшої сестри, але Френклін знову знаходить виправдання синові.
Підростаючи Кевін, нарешті, знаходить єдине що захоплює його увагу — стрільба з лука. Романи про Робіна Гуда стають його найулюбленішими книгами. Френклін вчить сина мистецтву стрільби та дарує спортивний лук з металевими стрілами на Різдво. За три дні до свого шістнадцятого дня народження Кевін вбиває з луку батька та сестру, далі рушає до своєї школи, де вчиняє криваву розправу над учнями та викладачами у спортивній залі, попередньо замкнувши всі двері на замки. Стривожену матір викликають до школи, повідомляючи що у навчальному закладі, де вчиться її син, трапилась трагедія. Вона приїжджає саме тієї миті, як поліція готується до штурму школу. Єва впізнає замок на дверях школи, і глядач розуміє, що Кевін попередньо ретельно спланував свій напад. Замок зрізають, й у дверях з'являється Кевін, якого зразу арештовують та садять до машини правоохоронців. З машини Кевін пильно дивиться на матір.
На другу річницю трагедії Єва відвідує сина у в'язниці, де ставить йому тільки одне запитання: «Чому?», Кевін відповідає, що колись він знав відповідь, але тепер уже не впевнений. Єва обіймає його і йде.

## У ролях
- Тільда Свінтон — Єва Хачадурян
- Джон Рейлі  —  Френклін Хачадурян
- Езра Міллер — Кевін Хачадурян
- Рокі Дьюер — Кевін у віці 3-х років
- Джаспер Ньюелл — Кевін у віці 6-8 років
- Ешлі Ґерасимович — Селія Хачадурян
- Шивон Феллон — Ванда
- Алекс Манетт — Колін

## Виробництво
2005 року компанія BBC Films купила права на екранізацію книги «Нам потрібно поговорити про Кевіна» Лайонели Шрайвер. Виконавчі продюсери Паула Джалфон та Крістін Ланган почали працювати над розробкою майбутнього фільму, згодом до них приєднався виконавчий продюсер Стівен Содерберг.
Лінн Ремсі була запрошена на роботу над фільмом одразу після закінчення праці над кіноадаптацією роману «Милі кості» Еліс Сіболд. 2006 року вона почала співпрацювати з письменником Робертом Фестінгером над написання сценарію до майбутньої стрічки. Авторці оригіналу Лайонелі Шрайвер запропонували консультативну роль у виробничому процесі, але вона відмовилась, заявивши, що дуже переживає за адаптацію своєї книжки чим може заважати процесу написання сценарію, однак вона все ж такі висловила занепокоєння тим, як фільм покаже Єву у ролі ненадійного оповідача. Виробництво стрічки не розпочиналось до 2007 року, хоча BBC Films перевідновили права на адаптацію роману на початку року. В інтерв'ю The Herald у вересні 2007 року Шрайвер заявила, що більше двох років не контактувала з Ремсі щодо фільму. Прессекретар Ремсі у відповдь повідомив газеті, що готується зовсім новий сценарій, і на момент публікації інтерв'ю він ще не потрапив до виконавчих продюсерів. Продюсер «Майкла Клейтона» Дженніфер Фокс приєдналася до продюсерської групи 2008 року; очікувалося, що фільм буде запущено у виробництво того ж року. Сценарій стрічки з'явився у списку британських фільмів 2008 року, складеному з найкращих ще не знятих сценаріїв британського кіно. Партнер Лінн Ремсі Рорі Стюарт Кіннір також долучився до роботи над остаточним сценарієм срічки що отримала назву «Щось не так з Кевіном».
Крістін Ланган повідомила газеті «Evening Standard» у лютому 2010 року, що тривала затримка виробництва стрічки спричинена тим, що BBC Films зазнає труднощів зі знаходженням фінансування потрібного для знімання фільму; Ремсі переписала сценарій, щоб фільм можна було зняти за менші кошти. Того ж місяця Британська кінорада виділила на виробництво фільму зі свого фонду розвитку 18 510 фунтів стерлінгів. Фінансову підтримку також забезпечували компанії «Footprint Investments», «Caemhan Partnership» та «Lipsync Productions», а виробництво здійснювалось спільно з «Artina Films» та «Forward Films».
Процес знімань розпочався 19 квітня 2010 року в Стемфорді, штат Коннектикут, і завершився 28 травня 2010 року. Головним місцем зйомок була середня технічна школа Дж. М. Райта в Стемфорді. Джонні Грінвуд із гурту Radiohead написам музику до фільму  [Архівовано 16 лютого 2011 у Wayback Machine.].

## Вихід фільму на екрани
У жовтні 2009 року компанія IFC Films отримала права на продаж фільму у міжнародний прокат та здійснила передпродаж на Американському кіноринку. Офіційна прем'єра фільму відбулась у головній конкусній програмі Каннського кінофестивалю 2011 року, де його похвалили кінокритики  [Архівовано 10 листопада 2020 у Wayback Machine.].
Дистриб'ютерська компанія «Curzon Artificial Eye» випустила стрічку на екрани кінотеатрів Великої Британії 21 жовтня 2011 року, а компанія «Oscilloscope Laboratories» відповідала за розповсюдження фільму у кінотеатрах Північної Америки. «Щось не так з Кевіном», який вийшов на екрани малої кількості кінотеатрів Північної Америки, посівши 53 місце у рейтингу відвідувань. У кінцевому підсумку фільм заробив 1 738 692 доларів в США та 5 754 934 доларів у міжнародному прокаті, зібравши загалом 7 493 626 доларів.
Стрічку було випущено на Blu-ray та DVD 29 травня 2012 року.

## Сприйняття

### Критика
«Щось не так з Кевіном» отримав велику кількість позитивних відгуків. Нині фільм має рейтинг схвалення 75 % на Rotten Tomatoes; більшість відгуків з сайту сходяться на тому що: «Щось не так з Кевіном» — це майстерне поєднання драми і трилеру з фантастичною грою усіх акторів (особливо Тильда Свінтон, яка повністю вжилася у Єву та показала одну з найкращих своїх ролей)"  [Архівовано 12 листопада 2020 у Wayback Machine.]. На сайті Metacritic фільм отримав оцінка 68 із 100 на основі 37 критиків, що вказує на «загалом сприятливі відгуки» [Архівовано 11 листопада 2020 у Wayback Machine.].
Критик «Chicago Sun-Times» Роджер Еберт дав фільму 4 зірки з 4 і написав: «Як портрет поступового погіршення душевного стану людини, „Щось не так з Кевіном“ — це чудовий фільм» [Архівовано 30 жовтня 2020 у Wayback Machine.]. Британський кінокритик Марк Кермоде з «BBC Radio 5 Live» назвав «Щось не так з Кевіном» найкращий фільм 2011 року  [Архівовано 13 січня 2012 у Wayback Machine.] та другий найкращий фільм 2010-х років  [Архівовано 17 листопада 2020 у Wayback Machine.]. Річард Броуді писав у «Нью-Йоркері», що «Щось не так з Кевіном» це замаскована психологічна головоломка, але по суті це фільм жахів, повний сенсаційностей". Джейк Мартін, єзуїтський священник і кінокритик, у своєму огляді в «Busted Halo» написав, що фільм «[не] ще один з купи постмодерних фільмів, які спрямовані на людське бажання надати сенс світові». Натомість він каже: «Щось не так з Кевіном» насправді говорить про те що нам вкрай необхідно говорити, оскільки те, що стрічка намагається нам показати є погляд в найтемніші, найбільш нігілістичні частини людської душі, що є новаторським у сучасному кіно". [Архівовано 11 листопада 2020 у Wayback Machine.]

### Нагороди та номінації
| Кінофестиваль/Кінопремія                                     | Дата проведення      | Категорія                                       | Номінант(и)                                                         | Результат |
| ------------------------------------------------------------ | -------------------- | ----------------------------------------------- | ------------------------------------------------------------------- | --------- |
| Rembrandt Award                                              | 28 березня 2011      | Найкраща міжнародна акторка                     | Тільда Свінтон                                                      | Номінація |
| Evening Standard British Film Awards                         | 7 березня 2011       | Найкращий фільм                                 | Лінн Ремсі                                                          | Перемога  |
| Evening Standard British Film Awards                         | 7 березня 2011       | Найкраща акторка                                | Тільда Свінтон                                                      | Номінація |
| Evening Standard British Film Awards                         | 7 березня 2011       | Краще технічне досягнення (звук)                | Пол Девіс                                                           | Номінація |
| Каннський кінофестиваль                                      | 11-22 травня 2011    | Золота пальмова гілка                           | Лінн Ремсі                                                          | Номінація |
| Гентський міжнародний кінофестиваль                          | 11-22 жовтня 2011    | Приз глядацьких симпатій                        | Лінн Ремсі                                                          | Перемога  |
| Гентський міжнародний кінофестиваль                          | 11-22 жовтня 2011    | Гран-прі за найкращий фільм                     | Лінн Ремсі                                                          | Номінація |
| BFI Лондонський кінофестиваль                                | 12-27 жовтня 2011    | Найкращий фільм                                 | Лінн Ремсі                                                          | Перемога  |
| Writers' Guild of Great Britain                              | 16 листопада 2011    | Найкращій сценарій до фільму                    | Лінн Ремсі, Рорі Стюарт Кіннер                                      | Перемога  |
| Талліннський кінофестиваль «Темні ночі»                      | 16-30 листопада 2011 | Приз жюрі: найкраща режесура                    | Лінн Ремсі                                                          | Перемога  |
| Європейський кіноприз                                        | 3 грудня 2011        | Найкраща акторка                                | Тільда Свінтон                                                      | Перемога  |
| Washington D.C. Area Film Critics Association                | 5 грудня 2011        | Найкраща акторка                                | Тільда Свінтон                                                      | Номінація |
| San Francisco Film Critics Circle                            | 11 грудня 2011       | Найкраща акторка                                | Тільда Свінтон                                                      | Перемога  |
| Dallas–Fort Worth Film Critics Association                   | 11 грудня 2011       | Нагорода Рассела Сміта                          | Лінн Ремсі                                                          | Перемога  |
| Dallas–Fort Worth Film Critics Association                   | 11 грудня 2011       | Найкраща акторка                                | Тільда Свінтон                                                      | Номінація |
| San Diego Film Critics Society                               | 14 грудня 2011       | Найкраща акторка                                | Тільда Свінтон                                                      | Номінація |
| Southeastern Film Critics Association                        | 18 грудня 2011       | Найкраща акторка                                | Тільда Свінтон                                                      | Номінація |
| Austin Film Critics Association                              | 28 грудня 2011       | Найкраща акторка                                | Тільда Свінтон                                                      | Перемога  |
| Online Film Critics Society                                  | 2 січня 2012         | Найкраща акторка                                | Тільда Свінтон                                                      | Перемога  |
| Online Film Critics Society                                  | 2 січня 2012         | Найкращий монтаж                                | Джо Біні                                                            | Номінація |
| Online Film Critics Society                                  | 2 січня 2012         | Найкращий адаптований сценарій                  | Лінн Ремсі, Рорі Стюарт Кіннер                                      | Номінація |
| Національна рада кінокритиків США                            | 10 січня 2012        | Найкращі десять фільмів 2011                    | Щось не так з Кевіном                                               | Перемога  |
| Національна рада кінокритиків США                            | 10 січня 2012        | Найкраща акторка                                | Тільда Свінтон                                                      | Перемога  |
| Кінопремія «Вибір критиків»                                  | 12 січня 2012        | Найкраща жіноча роль                            | Тільда Свінтон                                                      | Номінація |
| Кінопремія «Вибір критиків»                                  | 12 січня 2012        | Найкращий молодий актор/актриса                 | Езра Міллер                                                         | Номінація |
| Золотий глобус                                               | 15 січня 2012        | Найкраща жіноча роль - драма                    | Тільда Свінтон                                                      | Номінація |
| Премія Лондонського гуртка кінокритиків                      | 19 січня 2012        | Кращий британський фільм                        | Щось не так з Кевіном                                               | Перемога  |
| Премія Лондонського гуртка кінокритиків                      | 19 січня 2012        | Краща британська актриса року                   | Тільда Свінтон                                                      | Номінація |
| Премія Лондонського гуртка кінокритиків                      | 19 січня 2012        | Краща актриса року                              | Тільда Свінтон                                                      | Номінація |
| Премія Лондонського гуртка кінокритиків                      | 19 січня 2012        | Краща сценаристка                               | Лінн Ремсі                                                          | Номінація |
| Премія Лондонського гуртка кінокритиків                      | 19 січня 2012        | Краще технічне досягнення (звук)                | Пол Девіс                                                           | Номінація |
| «Премія Австралійської академії кінематографа і телебачення» | 27 січня 2012        | Найкраща акторка в головній ролі                | Тільда Свінтон                                                      | Номінація |
| «Премія Австралійської академії кінематографа і телебачення» | 27 січня 2012        | Найкраща режисерська робота                     | Лінн Ремсі                                                          | Номінація |
| «Премія Австралійської академії кінематографа і телебачення» | 27 січня 2012        | Найкращий фільм                                 | Дженіфер Фокс, Люк Роґ, Боб Салерно                                 | Номінація |
| «Премія Австралійської академії кінематографа і телебачення» | 27 січня 2012        | Найкращий адаптований сценарій                  | Лінн Ремсі, Рорі Стюарт Кіннер                                      | Номінація |
| Премія Гільдії кіноакторів                                   | 29 січня 2012        | Найкраще виконання жіночої ролі у головній ролі | Тільда Свінтон                                                      |           |
| Irish Film & Television Academy                              | 11 лютого 2012       | Найкраща операторська робота (кіно / теледрама) | Шеймус Макгарві                                                     | Перемога  |
| Irish Film & Television Academy                              | 11 лютого 2012       | Найкраща міжнародна акторка                     | Тільда Свінтон                                                      | Номінація |
| Премія БАФТА у кіно                                          | 12 лютого 2012       | Найкраща режисерська робота                     | Лінн Ремсі                                                          | Номінація |
| Премія БАФТА у кіно                                          | 12 лютого 2012       | Найкраща жіноча роль                            | Тільда Свінтон                                                      | Номінація |
| Премія БАФТА у кіно                                          | 12 лютого 2012       | Найкращий британський фільм                     | Дженіфер Фокс, Люк Роґ, Боб Салерно, Лінн Ремсі, Рорі Стюарт Кіннер | Номінація |
| Боділ                                                        | 16 березня 2013      | Найкращий американський фільм                   | Лінн Ремсі                                                          | Номінація |